# Baton Rouge
Baton Rouge (en francès Bâton-Rouge; pronunciat /ˈbætn ˈɹuːʒ/ en anglès i /bɑtɔ̃ ʀuʒ/ en francès) és la capital i segona ciutat més gran de l'estat de Louisiana, Estats Units.
Històricament, Baton Rouge ha estat la segona ciutat més gran de Louisiana darrere de Nova Orleans, però a mitjans del 2005, els catastròfics efectes de l'Huracà Katrina van reduir temporalment la població de Nova Orleans, cosa que va fer durant un temps de Baton Rouge la ciutat més gran de l'estat.
Al cens del país realitzat durant l'any 2000, la població era de 227,818 habitants i per al 2004, l'últim aproximat de l'Oficina del Cens dels Estats Units, assenyalava que tenia 224,097 habitants. L'àrea del Gran Baton Rouge el 2000 tenia 602,894 habitants, però va créixer a 750,000 des del cens del 2000. És la segona àrea metropolitana de l'estat després de la Gran Nova Orleans.
Baton Rouge és la seu de govern de la parròquia d'East Baton Rouge (la parròquia equival als comtats en altres estats dels EUA). Baton Rouge és, a més, la seu de la Universitat Estatal de Louisiana (LSU) i de la Universitat del Sud.
Baton Rouge disposa de l'aeroport Metropolità Baton Rouge.

## Història

### El període francès (1699-1763)
El nom francès "Bâton-Rouge" significa "Bastó Vermell" en català, aquest nom deriva d'una territori dels indis natxes que tenien com a emblema una mena de totem que va ser anomenat (a causa del seu aspecte) «bastó vermell» pels castellans i els francesos. El 1699, Sieur d'Iberville va liderar una exploració que va partir amb 200 francocanadencs a les parts altes del riu Mississipi. El 17 de març d'aquell any, en un escarpat a la riba est del riu ("esquerra"), van veure un tronc de xiprer tacat amb sang d'animal i amb caps de peix, que va ser entès per ells com una marca dels límits entre els territoris de caça de dos grups indis locals de la tribu Houma. L'escarpat (per consens entre els historiadors) es troba localitzat on ara hi ha el campus de la Universitat del Sud, al nord de la ciutat. A prop del lloc s'hi ha bastit una escultura commemorativa, realitzada per Frank Hayden.
El primer estableciment real a la present Baton Rouge es va donar l'any 1718, quan Bernard Diron Dartaguette va rebre una concessió del govern colonial de Nova Orleans. Els registres indiquen que dos blancs i 25 negres (alguns dels quals podrien ser esclaus) vivien en l'esmentada concessió. El 1722, el primer assentament massiu va ser celebrat en un petit saló de Dartaguette's pel Pare Pierre François-Xavier de Charlevoix, un missioner i professor jesuïta que es trobava de camí cap a Nova Orleans, venint des del Quebec a través dels Grans Llacs i baixant pel riu Mississipi. Cap al 1727, l'assentament de Dartaguette s'havia esvaït; i la raó de la seva desaparició és desconeguda. Com que la ubicació no tenia particular importància per als francesos, van ignorar el lloc; aquest període de menys d'una dècada va ser la suma total del temps en què Baton Rouge va estar sota domini francès.

### El període britànic (1763-1779)
Els orígens de Baton Rouge com un assentament continu amb una comunitat estable daten de l'establiment d'una força militar britànica d'avançada, que s'hi va instal·lar el 1763, després de ser signat, en secret, el Tractat de Fontainebleau durant la tardor de 1762, que incloïa la cessió de Nova Orleans i l'oest de Louisiana de França a Espanya i l'adquisició per part de la Gran Bretanya de l'est de Louisiana. El territori britànic a l'est de les terres castellanes es trobava separat pel Mississipi a l'oest des de Bayou Manchac, que fluïa cap al riu Amite i després cap al llac Maurepas. Baton Rouge, es va situar just al nord de Bayou Manchac, i en part de la que va ser la Colònia de l'Oest de Florida, cobrant una importància estratègica com la ciutat mes al sud-oest del territori britànic a l'Amèrica del Nord.
Un lloc, anomenat Fort Bute, va ser construït en la riba nord de Bayou Manchac, just al capdavant d'un instal·lació espanyola similar. Un segon lloc, el Fort Nou Richmond, va ser construït al riu, on actualment es troba el centre de Baton Rouge. La reial proclamació del 7 d'octubre de 1763, concessió dels colons de l'Oest de la Florida, deia "els drets i beneficis de la llei anglesa", després de la qual cosa van establir una assemblea. El primer Governador de la Colònia va ser el Capità Dana Johnstone de l'Armada Reial Britànica, i va ser autoritzat a fer grans concessions de terres als oficials i soldats que van servir en la guerra recent, i moltes de les subseqüents demarcacions de terres a l'àrea de Baton Rouge són d'acord amb les concessions realitzades per Dana Johnstone. Un dels primers i acabalats propietaris de terres va ser Sir Wesley Dunbar, a qui li va ser donada en concessió una extensa plantació a prop del Fort Nou Richmond al començament de la dècada de 1770. Les plantacions a l'àrea de Baton Rouge eren inusualment pròsperes, gràcies al fèrtil sòl i a l'il·legal tracte amb els veïns espanyols de Louisiana, cosa que va convertir el fort en el centre d'expansió cultural de la comunitat, en el qual la ciutat encara no s'havia vist embolicada.

### La Revolució Americana
Quan les velles Colònies Britàniques en les Costes de l'Atlàntic a Amèrica del Nord es van rebel·lar el 1776, la nova Colònia de l'Oest de Florida, freturós d'història d'un govern local i la desconfiança amb les potencials hostilitats dels propers castellans, els van fer lleials a la corona Britànica (per dita raó, les velles famílies de Baton Rouge poden traçar les seves ancestres al període colonial Britànic, trobant usualment que descendeixen dels Tories, que no eren revolucionaris Americans).
Espanya es va mantenir neutral per aproximadament tres anys, fins que Bernardo de Gálvez y Madrid, el Governador Espanyol de Louisiana, va donar protecció material i sanitària a un grup de rebels a l'Oest de Florida, assistit per Oliver Pollock, un agent de salubritat americà, a Nova Orleans.
Durant el gener de 1778, la guerra ja havia arribat al baix Mississipi quan James Willing, un jove de Filadèlfia, es va mudar a Natchez (Mississipi), liderant un partit en corregudes a les plantacions del districte de Baton Rouge. Es van veure embolicats en incendis i saquejos, per més de 1.5 milions de dòlars en propietats, abans de ser reduïts per la milícia. Això va convèncer els britànics de reforçar les guarnicions locals des de la seva base principal situada a Pensacola (Florida). Durant el febrer França va declarar la guerra a Gran Bretanya i 18 mesos després, Espanya es va interessar també per dites colònies.
Després, el Governador Galvez va marxar al nord de Nova Orleans el 27 d'agost de 1779, amb una milícia conformada per 1,400 francesos i castellans (i 7 voluntaris americans). Van prendre el Fort Bute a la batalla del mateix nom després d'una escaramussa menor el 7 de setembre i el Fort New Richmond es va rendir dues setmanes més tard després de 3 hores de bombardeig militar. Carlos Luis Boucher de Grand Pré es va convertir en el Comandant del Districte de Baton Rouge i Pedro José Favrot en Comandant del Lloc de Baton Rouge, el qual va ser rebatejat com a Fort San Carlos. Als residents se'ls va donar 6 dies a fi de declarar la seva aliança amb Espanya o que es resignessin a perdre les seves terres i llars. A conseqüència de la batalla de Fort Charlotte Gálvez va prendre Mobile el 1780 i després de la batalla de Pensacola el 1781, va arribar la fi del domini Britànic a la Costa del Golf.

### El període espanyol (1779-1810)
L'anglès continuà sent un dels tres idiomes oficials a Baton Rouge (conjuntament amb el francès i el castellà) sent l'administració espanyola generalment tolerant i diplomàtica; Grand Pré es va convertir en un personatge respectat, i s'hi va quedar com a capità fins al 1808. Favrot es va retirar a la seva plantació després de 42 anys de serveis, sortint del mateix durant la Guerra de 1812, trobant-se sepultat a Baton Rouge.
L'administració espanyola va ordenar la construcció de camins, ponts i dics. A la fi de la dècada de 1780, Baton Rouge es va començar a convertir en un poble florescent, amb una població de 682 persones en 1788. Antonio de Gras, un home de negocis que feu costat als rebels Americans durant la Revolució, donà la terra on actualment es troba la Catedral de St. Joseph's; el seu matrimoni el gener de 1793 amb Genevieve Dulat va ser el primer conegut durant l'administració castellana.
Durant els vint anys entre la revolució Americana i la compra de Louisiana, molts immigrants famolencs es van mudar al sud, inclòs els territoris de West Florida. La compra de Louisiana el 1803 no va incloure l'Oest de Florida (o Baton Rouge). El 1810 l'administració espanyola en l'Oest de Florida es va tornar completament insostenible. El 22 de setembre de 1810, una convenció rebel a St. Francisville deposà el governador espanyol, Carlos d'Hault de Lassus, i va ordenar al comandant de la milícia Philemon Thomas prendre Baton Rouge i el Fort San Carlos. L'endemà, el fort va ser pres, acció en què moriren dos membres de la tropa castellana i cap dels rebels. De Lassus i un bon nombre d'altres oficials espanyols van ser fets presoners i la Bandera Bonnie Blue Flag de la República de l'Oest de Florida va ser hissada sobre el poble. Un dels líders de la rebel·lió va ser Fulwar Skipwith, originari de Baton Rouge, qui va ser president de la República. El també originari de la ciutat, el prominent Coronel Cameron Hickey, va ser capità de la milícia sota l'administració castellana i més tard Coronel en la milícia de Louisiana a la Guerra Civil de 1812.
El 27 d'octubre de 1810, el President James Madison va emetre una proclamació, autoritzant al Governador William C. C. Claiborne del Territori d'Orleans de prendre possessió de l'Oest de Florida, i des del dia 10 de desembre la bandera dels Estats Units ha volat a Baton Rouge.

### La República de l'Oest de Florida (1810)
Com a resultat de la venda de Louisiana el 1803, l'Oest de la Florida castellana es va trobar completament envoltada pels Estats Units i les seves possessions. El Fort San Carlos es va convertir en l'única posició no americana en el riu Mississipi.
Molts dels habitants de l'Oest de la Florida van començar a fer convencions per a planejar una rebel·lió. Una de dites convencions va ser realitzada en un carrer situat a Baton Rouge, que des d'aquella oportunitat va ser rebatejat com a Carrer Convention (en honor de la convenció rebel). El 23 de setembre de 1810, els rebels van atacar el garrot espanyol de la zona de Baton Rouge, i hissaren la bandera de la nova República de l'Oest de Florida. La bandera tenia una estrella solitària blanca sobre un camp blau. Aquesta bandera després seria més coneguda com la "Bonnie Blue Flag".
Poc temps després, la República de l'Oest de Florida va demanar als Estats Units a ser admesos com territori del seu país. El President James Madison va acceptar el requeriment, i la bandera dels Estats Units va ser hissada a Baton Rouge el 10 de desembre de 1810.

### Des de l'establiment de Louisiana com estat (1812-1860)
El 1812, Louisiana va ser admès a la Unió com un estat. Baton Rouge va continuar tenint una ubicació militar estratègica. Entre els anys 1819 i 1822, l'Armada dels Estats Units va construir una base amb Barraques, que es van convertir en un important posat de comando durant la Guerra entre Mèxic i Estats Units (1846-1848). El Tinent Coronel Zachary Taylor, va supervisar la construcció d'aquestes, servint com el seu comandant. Durant la dècada de 1830, va ser construït el que avui es coneix com a "Old Arsenal".
El 1825, Baton Rouge va ser visitada pel Marquès de Lafayette com a part de la seva visita triomfal als Estats Units, sent el convidat d'honor en un banquet de la ciutat. Per a celebrar l'ocasió, el poble renom la Segona Avinguda com Carrer Lafayette.

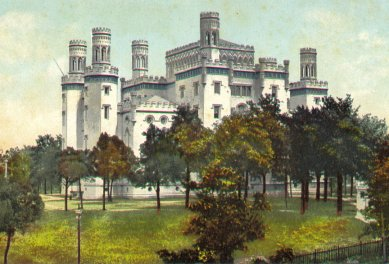
Antic Capitoli de Louisiana.

El 1846, la legislatura de l'estat de Louisiana a Nova Oleans va decidir traslladar la ubicació de la seu de govern a Baton Rouge. Com en diversos altres estats de la Unió, els representants d'altres zones de Louisiana acusaven d'una concentració de poder en la ciutat més grans de l'estat. En 1840, la població de Nova Orleans arribava gairebé als 102,000 habitants, la quarta més gran en els Estats Units. Per una altra part, en el mateix any la població de Baton Rouge arribava únicament als 2,269 habitants.

## Geografia i clima
Segons l'Oficina del Cens dels Estats Units, la ciutat té una àrea total de 204.8 km², dels quals 199.0 km² són terra i 5.7 km² (2,81%) aigua.
Baton Rouge conjuntament amb Tallahasee i Austin és una de les ciutats cabdals d'estats que se situen més al sud dels Estats Units.

### Clima
Com a Nova Orleans, el clima en Baton Rouge és humit-subtropical, amb un suau, curt, mullat i alguna cosa calent hivern i un llarg, calent, humit, i de vegades mullat estiu. Gairebé mai hi ha hagut una nevada a la ciutat.

### Desastres
Baton Rouge rarament sofreix de desastres naturals. Els terratrèmols són molt estranys. El riu Mississipi és una petita amenaça per a la majoria de les seccions poblades de la ciutat, perquè la ciutat està construïda sobre escarpats naturals que estan per sobre del riu. Sigui com sigui, les àrees properes al riu Amite i al riu Comite són de fàcil inundació si l'aigua s'eleva massa a conseqüència de les pluges. Baton Rouge és rarament visitada pels tornados, i el sorgiment de tempestes és impossible per trobar-se a certa distància de la costa.
Les tempestes tropicals (i, ocasionalment, huracans) arriben a l'àrea de Baton Rouge amb força regular, però el dany massiu d'huracans és usualment estrany per la situació de la ciutat una mica allunyada de la franja costanera (comparativament amb Nova Orleans), però un huracà poderós pot causar danys a l'àrea.

## Edificis més alts
| Nom                                                   | Pisos | Altura |
| ----------------------------------------------------- | ----- | ------ |
| Lafayette Heights (en construcció)                    | 36    |        |
| Capitoli de l'estat de Louisiana                      | 34    | 140 m  |
| Torre d'oficines Riverfront (proposta)                | 25    |        |
| One American Place                                    | 24    | 94 m   |
| Torre JPMorgan Chase                                  | 21    | 84 m   |
| Torre Riverside Nord                                  | 20    | 80 m   |
| Hotel Marriott Baton Rouge                            | 22    | 68 m   |
| Two City Plaça (aprovat)                              | 17    |        |
| Apartaments Catòlic-Presbiterianos                    | 14    |        |
| Torre Dean                                            | 14    |        |
| Edifici d'Oficines Galvez                             | 12    |        |
| Kirby Smith Hall                                      | 13    |        |
| Torre Memorial                                        |       | 52m    |
| Catedral Saint Joseph's                               |       | 50m    |
| Edifici d'Oficines Estatals de Louisiana              | 12    | 49 m   |
| Jacobs Plaça                                          | 13    | 44 m   |
| Torres Bluebonnet (3 torres residencials)             | 12    |        |
| Oficina d'Edificis LaSalle                            | 12    |        |
| Plaça Grup Shaw                                       | 12    |        |
| Oficina d'Edificis Estatals Wooddale                  | 12    |        |
| Centre Hoteler Hilton                                 | 11    | 40 m   |
| Centro de Convencions i Hotel Sheraton de Baton Rouge | 10    | 38 m   |

## Mitjans de comunicació
El gran Baton Rouge es troba ben servit per televisió i ràdio. La cobertura és la 93º més gran als Estats Units, cobrint 322,540 persones o el 0.290% de la població dels Estats Units.

### Televisió
Els canals de l'àrea són
- 2 WBRZ (ABC)
- 9 WAFB (CBS)
- 21 WBRL (The CW)
- 27 WLPB (PBS)
- 33 WVLA (NBC)
- 39 WBXH (My Network TV)
- 44 WGMB (Fox)

KPBN 11, KZUP 19, WBTR 41, operen estacions independents en l'àrea, el canal WLFT 30 proveeix majorment programació religiosa. Altres canals solament amb estacions de cable inclouen: Metre 21, Cox 4, i Catholic Life Channel 15.

### Diari
El diari de major circulació és el Baton Rouge Advocate, que es publica des de 1925. Altres alternatives són les publicacions setmanals que inclouen: 225, LSU Daily Reveille Arxivat 2011-02-07 a Wayback Machine., Tiger Weekly, i Greater Baton Rouge Business Report.

### Ràdio
- Clàssica: WRKF-FM (89.3)
- Col·legial: KLSU-FM (91.1)
- Country: WYPY-FM (100.7), WYNK-FM (101.5), WTGE-FM (107.3)
- Contemporània: WQCK-FM (92.7)
- Gospel/Cristiana: WJFM-FM (88.5), WPAE-FM (89.7), KPAE-FM (91.5), WXOK-AM (1460), WPFC-AM (1550)
- Hits: KRDJ-FM (93.7), WFMF-FM (102.5), WCDV-FM (103.3)
- Jazz: WBRH-FM (90.3)
- Antigues: KBRH-AM (1260)
- Rock: KRVE-FM (96.1), WDGL-FM (98.1), WNXX-FM (104.5), KNXX-FM (104.9)
- Esports: WSKR-AM (1210)
- Entrevistes: WJBO-AM (1150), WIBR-AM (1300), WYNK-AM (1380)
- Urbà/Urbà Contemporani: WEMX-FM (94.1), KQXL-FM (106.5)
- Variada: KKAY-AM (1590)
- Contemporània: (KGLA-AM) (1540) Ràdio Tropical Calenta

## Infraestructura

### Salut i medicina
Baton Rouge té els següents hospitals:
- Hospital de Rehabilitació Benton - 7660 Convention Street
- Centre Mèdic General de Baton Rouge - 3600 Florida Boulevard
- Centre Mèdic General de Baton Rouge Bluebonnet - 8585 Picardy Avenue
- Centre Mèdic Earl K. Long (LSUMC) - 5825 Airline Highway
- Hospital de Rehabiltació Healthsouth - 8595 United Plaça Boulevard
- Centre de Cirurgia Healthsouth - 5222 Brittany Drive
- Centre Mèdic Regional Our Lady Lake - 5000 Hennessy Boulevard
- Hospital de Rehabilitació Sage - 8225 Summa Avenue
- Hospital Per a Nens Saint Jude - 7777 Hennessy Boulevard
- Centre Per al Tractament de Càncer Mary Bird Perkins - 4950 Essen Lane
- Centre Mèdic Ochsner - 1700 Medical Center Drive
- Hospital de Cirurgies "Vistese" - 9032 Perkins Road
- Hospital Per a Dones - 9050 Airline Highway

### Escoles
En el Partit Est de Baton Rouge es troba una de les àrees amb més escoles en la ciutat, amb al voltant de 90 escoles: 56 escoles elementals, 16 mitges escoles i 18 high schools.
Existeixen algunes institucions d'educació superior en la ciutat, tals com
- Universitat de l'Estat de Louisiana
- Universitat del Sud
- College Comunitari de Baton Rouge
- College Our Lady of the Lake
- Escola Central General d'Infermeria de Baton Rouge
- Escola Central General de Radiología Tecnològica de Baton Rouge
- Col·legi Tècnic de Luisiana (Campus de Baton Rouge)
- Universitat de Phoenix (Campus de Baton Rouge)

### Transport
Baton Rouge està connectada amb les següents carreteres: Interstatal 10 (pel Pont Horace Wilkinson Bridge), Interstatal 12, Interstatal 110 (Luisiana) (Via Ràpida Martin Luther King), Autopista Airline (US 61), Bulevard Florida (US 190) (pel pont Huey P. Long Bridge), Carrer Plank (LA 67), Nicholson Drive (LA 30), Autopista Jefferson (LA 73), Autopista Luisiana 1 (LA 1) i l'Autopista Scotland/Baker/Zachary (LA 19). Les rutes de negocis US 61/190 corren a l'oest a través del Bulevard Florida des de l'Autopistes Airline fins al centre de la Ciutat en el Carrer River Road. Les rutes també corren a través dels Carrers River i Chippewa i l'Autopistes Scenic des de Chippewa feia l'Airline. US 190 s'ajunta amb la US 61 en l'Autopista Airline des del Bulevard Florida feia l'Autopista Scenic, dpnde les dues carreteres s'uneixen. La US 190 contínua a l'oest feia l'Airline fins al pont Huey P. Long des d'on la US 61 es desvia feia l'Autopista Scenic.
El Transport Públic és proveït pel Sistema de Trànsit de l'Àrea Cabdal (CATS). Donat l'increment de la població després dels Huracans Katrina i Rita, els busos RTA de Nova Orleans han estat introduïts en Baton Rouge per a Suplementar dit servei, els quals tornaran a Nova Orleans el 30 de novembre del 2006.
Existeixen plans per a crear un sistema de busos ràpids com extensió de la Interestatal 110 feia el nord, creant un bypass per a l'àrea de Baton Rouge. També hi ha plans per a estendre i afegir més camins a l'àrea.

## Habitants il·lustres
- Seimone Augustus, basquetbolista, guàrdia de l'equip Minnesota Lynx (n. 1984)
- James H. Brown, ex-senador de l'estat, secretari d'estat, i comissionat estatl d'inversions (n. 1940)
- Billy Cannon, guanyador en 1959 del Trofeu Heisman (n. 1937)
- David Dellucci, beisbolista, outfielder dels Philadelphia Phillies (n. 1973)
- Donna Douglas, actriu de The Beverly Hillbillies (n. 1933)
- Warrick Dunn, jugador de futbol americà, running back dels Atlanta Falcons (n. 1975)
- Jeff Fortenberry, representant del Partit Republicà per Nebraska al Congrés (n. 1960)
- Clark Gaudin, advocat i primer representant Republicà estatal de l'East Baton Rouge Parish des de la seva reconstrucció(n. 1931)
- Randall Gay, futbolista americà, cornerback dels New England Patriots (n. 1982)
- Darryl Hamilton, beisbolista, outfielder de diversos equips (n. 1964)
- Randy Jackson, músic, productor de discos i jurat del concurs American Idol (n. 1956)
- Louis I. Jenkins, ex-representant de l'estat de Louisiana i 3 vegades candidat al Senat dels Estats Units (n. 1947)
- Chris Thomas King, cantant de blues i actor (n. 1962)
- Stephan Kinsella, advocat de propietat intel·lectual, propulso de la teoria legal Libertaria (n. 1965)
- Lars Kestner, autor
- Stefan LeFors, futbolista americà, quarterback dels Carolina Panthers (n. 1981)
- John A. Lejeune, General dels Marine Corps (n. 1942)
- Lil Boosie, músic d'Hip hop (n. 1983)
- Reiley McClendon, actor (n. 1990)
- Cleo Moore, actriu (n. 1973)
- Master P, músic d'Hip hop, artista i fundador i amo de No Limit Records (n. 1967)
- Jonathan Papelbon, beisbolista, llançador dels Boston Red Sox (n. 1980)
- Carly Patterson, medallista d'or Olímpic (n. 1988)
- Bob Pettit, membre del Passeig de la Fama del Basketball (n. 1932)
- Andy Pettitte, beisbolista, llançador dels New York Yankees (n. 1972)
- Bobby Phills, ex-jugador professional de bàsquet (f. 2000)
- Dan Richey, ex-legislador estatal i consultor polític (n. 1948)
- Buddy Roemer, ex-governador de Baton Rouge i home de negocis (n. 1943)
- Ben Sheets, beisbolista, llançador dels Milwaukee Brewers (n. 1978)
- Tabby Thomas, cantant de blues (n. 1929)
- Tyrus Thomas, jugador de bàsquet de l'NBA, aler dels Chicago Bulls (n. 1986)
- Shane West, actor (n. 1978)
- Germana Helen Prejean, activista contra la Pena de mort (n. 1939).
- YoungBoy Never Broke Again músic d'Hip hop (n. 1999)
- Fredo Bang músic d'Hip Hop (n. 1996)

## Ciutats agermanades
- Ais de Provença, França
- Córdoba, Mèxic
- Taichung, Taiwan
- Port-au-Prince, Haití